# Decision D
Decision D ist eine niederländische Death- und Thrash-Metal-Band aus Utrecht, die im Jahr 1986 gegründet wurde, sich 1995 auflöste und seit 2009 wieder aktiv ist.

## Geschichte
Die Band wurde im Jahr 1986 als Sprachrohr für die niederländische christliche Organisation God’s Pleasure gegründet. In den folgenden Jahren änderte sich die Besetzung um den Sänger Edwin Ogenio mehrfach. Nachdem sich eine feste Besetzung gebildet hatte, wurde das deutsche Label Inline Music auf die Band aufmerksam. Die Gruppe nahm daraufhin im labeleigenen Delta-Studio in Wilster das Debütalbum Razon de la Muerte auf, das im Jahr 1992 bei Crypta Records erschien. Nachdem der Nachfolger Moratoria im Jahr 1993 veröffentlicht worden war, hielt die Band diverse Konzerte, unter anderem auch im November 1994 in den USA, ab. Im selben Jahr spielte die Band außerdem auch auf dem Wacken Open Air. Das dritte Album The Last Prostitute erschien im Jahr 1995 beim kircheigenen Label Bark Horse Records. Ende des Jahres kam es aus finanziellen Gründen zur Schließung der Gemeinschaft, was auch das Ende für die Band bedeutete. Seit dem Jahr 2009 ist die Band wieder aktiv.

## Stil
Laut Sabine Britz vom Metal Hammer spiele die Band auf Razon de la Muerte Thrash Metal, der durch den christlichen Glauben inspiriert worden sei, wobei die Musik voller Metal-Phrasen sei. Laut thethrashmetalguide.com spiele die Band eine komplexe und technisch anspruchsvolle Mischung aus Thrash- und Death-Metal vergleichbar mit der Musik von Death, Pestilence und Chemical Breath, wobei Decision D jedoch stärker zum Thrash Metal tendiere.

## Diskografie
- 1990: Testimony of Faith (Demo, Eigenveröffentlichung)
- 1991: Testimony on Stage (Demo, Eigenveröffentlichung)
- 1992: Razon de la Muerte (Album, Crypta Records)
- 1993: Moratoria (Album, Crypta Records)
- 1995: The Last Prostitute (Album, Dark Horse Records)